# Плюдюаль
Плюдюа́ль (фр. Pludual, брет. Plual) — коммуна во Франции, находится в регионе Бретань. Департамент — Кот-д’Армор. Входит в состав кантона Плуа. Округ коммуны — Генган.
Код INSEE коммуны — 22236.

## География
Коммуна расположена приблизительно в 400 км к западу от Парижа, в 115 км северо-западнее Ренна, в 24 км к северо-западу от Сен-Бриё.

## Население
Население коммуны на 2016 год составляло 732 человека.
| 1962 | 1968 | 1975 | 1982 | 1990 | 1999 | 2008 | 2016 |
| ---- | ---- | ---- | ---- | ---- | ---- | ---- | ---- |
| 753  | 647  | 513  | 473  | 429  | 461  | 684  | 732  |

## Администрация
| Период | Период | Фамилия     | Партия        | Примечания |
| ------ | ------ | ----------- | ------------- | ---------- |
| 1989   | 2008   | Франсин Гио | Разные правые |            |
| 2008   | 2014   | Андре Фишан |               |            |

## Экономика
В 2007 году среди 373 человек в трудоспособном возрасте (15—64 лет) 256 были экономически активными, 117 — неактивными (показатель активности — 68,6 %, в 1999 году было 62,7 %). Из 256 активных работали 236 человек (120 мужчин и 116 женщин), безработных было 20 (7 мужчин и 13 женщин). Среди 117 неактивных 41 человек были учениками или студентами, 40 — пенсионерами, 36 были неактивными по другим причинам.

## Достопримечательности
- Статуя «Сидящая Богоматерь с младенцем» в часовне Нотр-Дам (XVI век). Высота — 110 см; дерево. Исторический памятник с 1980 года[3]